# Seegeriella
Seegeriella es un género de orquídeas. Su especie tipo: Seegeriella pinifolia Senghas, J. Orchideenfr. 4: 190 (1997), es originaria de Bolivia en Espirito Santo.

## Descripción
Son dos especies de orquídea de pequeño tamaño con hábitos epífitas, que prefiere clima fresco y con luz brillante. Tiene las hojas cilíndricas y agudas, dispuestas en forma de abanico. Florece en una inflorescencia colgante de 2,5 cm con forma de larga umbela llevando unas pocas flores de un cm de longitud. 

## Distribución y hábita t
Se encuentra en Bolivia en los árboles cubiertos de musgo en la cubiertas musgosas muy húmedas, en la nebliselvas a altitudes en torno a 1800 metros.

## Especies deSeegeriella
- Seegeriella crothersii  Pupulin & H.Medina (2009)
- Seegeriella pinifolia  Senghas  (1997)